# André Flajolet
Pour les articles homonymes, voir Philippe Flajolet et Flajolet.
André Flajolet est un homme politique français, né le 6 décembre 1946 à Saint-Floris (Pas-de-Calais).

## Biographie
Il est professeur agrégé de philosophie. Il commence sa carrière politique en tant que conseiller municipal de Saint-Venant de 1983 à 1989. Il est élu maire de Saint-Venant en 1989. De 1985 à 2001, il est élu sur le canton de Lillers. Il est également conseiller régional de 1992 à 2010.
Il est élu député le 16 juin 2002, pour la XIIe législature (2002-2007), dans la 9e circonscription du Pas-de-Calais, puis réélu le 17 juin 2007. Il fait partie du groupe UMP. Le 17 juin 2012, lors du second tour des élections législatives, il est battu par Stéphane Saint-André, candidat soutenu par le Parti socialiste.
Le 17 novembre 2010, il est battu par Daniel Fasquelle, député-maire du Touquet, à la présidence de la fédération UMP du Pas-de-Calais, qu'il détenait depuis 2003.

## Distinction
- Commandeur de la Légion d'honneur (29 décembre 2023)[1], officier (2017)[2], chevalier (2001).

## Autres mandats
- Président du Comité national de l'eau (décret du 12 décembre 2008)
- Président du comité de bassin Artois-Picardie
- 3ème vice-président de l'Office français de la biodiversité